# Björn W. Stålne
Björn Walter Stålne, född 17 februari 1946 i Solna församling, Stockholms län, är en svensk kyrkomusiker och musikdirektör. Från 1971 arbetade han vid Sveriges Radio, där han bland annat varit chef för Musikradion. Från 1989 arbetade han från Växjö som musikjournalist för Sveriges Radio P2. År 2000 utsågs han till rektor för Operahögskolan,  en befattning som han innehade till 2001 då han utnämndes till VD för Rikskonserter. Han uppehöll denna tjänst till 2010 då han gick i pension.. Efter pensioneringen har han bland annat engagerat sig i Pensionärsuniversitetet i Växjö.